# イライラ棒
イライラ棒（イライラぼう）は、テレビ朝日のバラエティ番組「ウッチャンナンチャンの炎のチャレンジャー これができたら100万円!!」内で放送されていたゲーム、およびそれを原作として発売された玩具・ビデオゲームの名称である。考案者は番組ディレクターの三木康一郎（現在 映画監督）。

## 概要
金属製コースフレームに電極棒を入れ、その電極棒をコースフレームや障害物に当たらないようにゴール地点まで持ち運ぶゲームである。電極棒がコースフレームや障害物に当たってしまったり、定められた制限時間内にゴールできなかった場合は電極棒の先に取り付けられた火薬が爆発しゲームオーバー、即失格となる。テレビなどではこの失格を爆死と表現していた。安全面を考慮し、チャレンジャーは必ずゴーグルと耳栓を耐火手袋を着用していた。
なお、鉄棒や針金でできたコースに棒ではなく輪っかを触れずに通していく類似のゲームはイギリスでは1950年代より存在しており、コースに輪っかが接触した際のブザー音からバズワイヤーという名前で広く知られている。
テレビ朝日のバラエティ番組『ウッチャンナンチャンの炎のチャレンジャー これができたら100万円!!』のメイン企画「電流イライラ棒」として登場した。クリアされるたびに新機能を搭載した新バージョンが登場していったが、それとともに難易度も増していき素人の手に負えるものではなくなってしまったため5代目の「電流イライラ棒リターンズ」がクリアされた時点で一旦終了した。しばらく経った後「電流イライラ棒USA」として復活したが、これも難易度が高すぎたためか打ち切りとなった。その後は1回きりの特別バージョン「ライトセイバーイライラ棒」として登場したのを最後に番組は終了した。
ゲームとしては単純ながらその完成度は高く、他番組でもこれをモデルにしたと思われる企画（例えば『筋肉番付』におけるおっとっと9、『TVチャンピオン』におけるプルプルラビリンス』、『炎の体育会TV』におけるミリオンスプーン、『天才てれびくん』における指プルタイムトライアルなど）がみられる。
なお、「電流イライラ棒」は番組内での名称、「電撃イライラ棒」はタカラがそれを玩具として発売した際の商品名である。
2009年2月18日放送の『シルシルミシル』では「イライラ棒」シリーズの歴史と内容を紹介した。しかし、成功者が出なかった「電流イライラ棒USA」と1回きりの特別版「ライトセイバーイライラ棒」は放送されなかった。

## テレビ版各コースとトラップの概要
多くのコースは番組司会者であるウッチャンナンチャンの2人のイニシャルであるUとNをかたどっている。なお、基本的にウッチャンゾーンは曲線的、ナンチャンゾーンは直線的コースで構成されている。台湾・ファイナルは特番で、初代・スーパー・ウルトラ・リターンズは通常の放送で攻略された。

### テレビ版における放映時の特徴
- 同番組のチャレンジ項目に於いては冒頭にルール説明後に難易度を示す六角形ヒストグラムの表示がなされていたが他のチャレンジと違い、難易度、攻略アドバイスのナレーションはなされず、「人類を脅かす悪魔の機械、勝つのは人か？マッシーンか？」とナレーションされていた（同番組のナレーターでイライラ棒を全回担当した伊津野亮がマシンの部分をあえてアクセントを強める形でマッシーンとしゃべっていた。初期には「人か機械か？」と言っていた）。
- 冒頭にて、ステージ○とサブタイトルをつけられ、放送回数を意味する。
- 一度クリアされるとその時点で陥落となり以後の挑戦権は締め切られる。クリアした挑戦者には賞金100万円が贈られる。特番のゲストチャレンジでは賞金が300万円になったが獲得者はいなかった。
- 視聴者プレイ枠の放映に於いては“珍プレイで爆死”→“女性お色気枠（通称ショータイム枠）”→“色物系、善戦プレイ”と続き、最後のチャレンジャーでレコード樹立のスーパープレイを映すスタイルがメインとなっていた。
- 視聴者のチャレンジ終了後、その後スタジオでその回のゲストたちのチャレンジをするが、ウルトラ以降内村が「レディーGo」の後南原が何かしら一言放つのが定番となっていく。
- チャレンジ放映2回目以降は視聴者プレイ枠の放映前に前回までのレコードホルダーのプレイがナレーターによるホルダーの名前読み上げと解説がなされていた。ファイナル、リターンズに於いては人類VSイライラ一族の戦いの演出を盛り上げる意味で爆死シーンに併せて“その墓碑を刻む”とナレーションされていた。
- 視聴者プレイ枠において美人女性のプレイシーン（女性お色気枠）がありナレーションでは“今夜のショータイム”とよく言っていた。最初のウッチャンヘアピン系の障害チャレンジ中にカメラが絶妙なアングルで下半身を舐めまわす撮影がお約束となっていた。
- イライラ棒を地球征服を狙う悪の一族（イライラ一族）と擬人化して人類との戦いとして繰り広げる設定がなされていた。特に、ファイナルとリターンズに於いてはより鮮明に表現されていた。

### 爆裂電流イライラ棒
- シリーズ第1章。チャレンジのキャッチフレーズは「世紀末に現れた、究極の集中力実験装置」。後代と比較してコースの幅は広いが、コースの全長が10mと長く、制限時間が30秒と短い。そのため、慎重に進んでいくよりもある程度のスピードが要求され中間地点を挟んで前半が曲線主体、後半が直線主体でコースが構成されており、この曲線と直線のゾーン振り分けは後継のイライラ棒に引き継がれている。
- BGMについては不明である。
- この代に限り、コースフレームの外枠に棒の通過を表す赤いランプが設置されている。CLEAR TIMEは26秒。陥落は1995年12月19日、全9回放送。クリアしたのは空手家の一般男性。

- コース展望
  - 幅30cmのストレート（変哲もない幅広の直線でスタート時に勢い余ってコースアウトする挑戦者もいた）
  - ウッチャンヘアピン（ウッチャンのUをかたどったヘアピンカーブ。陥落した放送第9週分で発表された失敗率は182人中49%。）
  - 分岐点（ウッチャンヘアピンをクリアした辺りに存在するロの字で分割されたルートで上側は若干狭いが短く、下側は広いがやや遠回り）
  - ギザギザ道（コース中盤に存在する山成りの尖ったカーブで番組内では難所として分類されていないが、N64版では難所として扱われている）
  - ナンチャンカーブ（ナンチャンのNをかたどったコースの中央にクランクカーブが設けられている。入口の幅は4.5cm。失敗率は182人中5%。）
  - プロデューサー澤つながりまゆげ（初代ではプロデューサー澤つながりまゆげコーナーがないもののゴール手前はそれに近いギザギザカーブが存在している）

### スーパー電流イライラ棒
- シリーズ第2章。この代から前半のウッチャンゾーンと後半のナンチャンゾーンに分かれ、その中間に休憩ゾーンが設けられ立体カーブと呼ばれる「3次元カーブ」が始まり、後の"ひねり"につながっている。この代から「人類vs機械という設定が強調されつつ「勝つのは人か、機械か！？」というナレーションが登場し、放送中に「勝つのは人かマシーンか!?」というキャッチコピーが始まった。
- 全長は15mで制限時間は合計60秒でただしウッチャンゾーンを30秒以内にクリアしないと失格となる。ウッチャンゾーンをクリアすると、その残り時間はナンチャンゾーンの持ち時間に加算。また、休憩ゾーンからナンチャンゾーンへは自分の好きなタイミングで入ることができる。
- コース紹介時に流れるBGMは映画『ストリートファイター』の「Showdown In Shadaloo」の冒頭部であった。
- 1996年春の超豪華嵐の10連発SPではゲストチャレンジの賞金を300万円にした。CLEAR TIMEは56秒。陥落は1996年4月23日、全13+1回放送。クリアしたのはフリーターの一般男性。

- ウッチャンゾーン
  - スーパーウッチャンヘアピン（前作のウッチャンヘアピンの進化版でありながら細い形状で突出部もさらに高く・低くなったことで、目線で棒の位置を合わせるのが困難のギミック）
  - ウッチャンうずまき（渦巻型通路で時計回りに入って中心で向きを変えて反時計回りに抜けるギミックで中心に向かうにつれコース幅が狭くなっていることから、渦巻き中央のフレームの切れ端で接触して爆死する挑戦者も多く、シンプルながらもテクニカルな動きが要求されていた）
  - ウッチャン奥の細道（わずか4cmの狭い直線で腰を曲げなければならない窮屈なコースであるウッチャンゾーンの最難関地帯。低い位置にあるため、棒を安定させるのが難しいことから残り時間のプレッシャーも重なり、爆死するチャレンジャーが多発してしまった。奥の細道ゾーンで女性モデルやグラビアアイドルが挑戦した際は尻が必ずと行っていいほどややローアングル気味にドアップになっていたことからこの流れは後継のイライラ棒シリーズでも恒例となっていく）

- ナンチャンゾーン
  - ナンチャンいろは坂（幅の広い5本の直線を左右へ2往復半しながら下っていくコースだが、2段目と4段目はややコース幅が狭いギミックで勢いをつけ過ぎて曲がり角で失敗する挑戦者も多かったがナンチャンゾーンの最初は低難易度コースという伝統は後のシリーズでもに受け継がれる）
  - ナンチャンカーブひねり（初の立体カーブを取り入れながらもナンチャンゾーンでの最大の難所とされている。「N」をかたどったコースの中央に手前方向のひねりながらも道幅も前作より狭くなっているギミック。あまりの高難易度にもかかわらずナンチャンゾーンまで到達した大半がここで失格してしまい、視聴者のクレームが殺到していた。初導入の「ひねり」で設置が難しかったのか時々組み立てが甘く若干道広で簡単な回とされている。）
  - ナンチャンフラッシュ（稲妻をかたどったシケイン状のトラップでありながら接合部が極端に狭く1つ目は斜め下、2つ目は真下に抜けるギミック。ナンチャンカーブひねりが難しすぎることから若干空気なのは否めないものの定岡正二がここまで到達。）
  - プロデューサー澤つながりまゆげコーナー（テレビ朝日澤將晃プロデューサーのまゆげをモチーフとしたナンチャンゾーンの最難関地帯。コース紹介ではここは取り上げられず『隠れコース』としている。曲線的に、しかも小さくなったまゆげ型コーナー。前述の「奥の細道」と同じく窮屈な高でありながら爆死する挑戦者も多かったことから「澤のつながり眉毛」と出演者はぼやいていた。）

### ウルトラ電流イライラ棒
- シリーズ第3章。この代から電動トラップが登場。電動トラップが公開された際に、司会者の内村は「この装置を初めて見た時笑ってしまいました」とコメントしている。ウッチャンゾーンで分岐するようになったのもこの回からである。難易度も過剰な難易度低下も行われずに18週回100万円を守り抜くなど絶妙な調整で最高傑作と名高いイライラ棒とされ、この回から「イライラ棒一族」というワードが初登場。テーマ曲は1982年に公開された映画『Conan The Barbarian』のメインテーマ。
- 制限時間・全長は前作と同様で、CLEAR TIMEは59秒で陥落は1996年9月17日。陥落後にテレビ朝日の長時間特番「熱血27時間 炎のチャレンジ宣言」の中でも行われ伊東勤が100万円獲得し、攻略者は2名、全19+1回放送。一般人として初めてクリアしたのはパン職人の一般男性。

- ウッチャンゾーン
  - ウルトラウッチャンヘアピン（前作より急カーブになったもののコース幅が広がったため、難易度が下がったもののたまに引っかかる挑戦者もいた）
  - ウッチャン風車（針金で作られた8枚羽の風車が3基回転しながら、左・上が時計回り、右が反時計回りとされているギミック。上に行くと奥の細道、下に行くと中山道。上への風車への移動が難しく、噛み合っていることから右下へ入るのは容易と「時間のかかる中山道コース」を選ぶ挑戦者もいたが、これは番組スタッフのトラップとされていた。）
  - ウッチャン奥の細道（風車から上に行ったチャレンジャーに襲い掛かる細い一本道で、前作の奥の細道は低い位置だったことから、今回は高い位置で目線を合わせることが可能となり難易度が一気に下がっている。放送初回で柳沢慎吾が初見でこのルートを成功している。放送初期と後期で風車の回転のスピードが遅く変更されていたが難易度への影響はあまりなかった。）
  - ウッチャン中山道（放送時「中仙道」と表記され、風車から下に行ったチャレンジャーに襲い掛かるグニャグニャカーブ。当初は風車から容易に入れるため通過する挑戦者はいたものの、時間がかかってしまってタイムオーバーになることから後期には選ばれることは少なくなった。）

- ナンチャンゾーン
  - ナンチャンエレベーター（幅の広い5本の直線を上下に2往復半しながら右に進んでいく。ここで失格となったチャレンジャーは子供チャレンジ特別編での1人のみ。）
  - ナンチャンプレス（4機のプレスによる上下運動。当初は1つ目と3つ目のプレスの速度が遅く、2つ目と4つ目のプレスの速度が速く、上下のプレスの動くタイミングが異なっていたギミックだったものの、中期から同じ速度・タイミングへ変わる。各プレスに退避場所が設けられているが、プレスの動き変更後は退避せずに一気にプレスを通過する挑戦者も多かった。ウルトラ電流イライラ棒初登場の回のゲストチャレンジでは角盈男がここまで到達したり、柳沢慎吾が挑戦2回目でプレスを突破した。）
  - ナンチャンカーブ2回ひねり（先代「スーパー電流イライラ棒」を改良したギミックでのひねりが2つに増えている。プレスを通過できてもここで失敗する挑戦者も多く、スーパー電流イライラ棒の攻略者はここで失敗している。飯島愛がこのコーナーをクリアするも時間切れで失敗。）
  - プロデューサー澤 剃って細くなったつながりまゆげコーナー（先代より幅が細くなり、さらに手前側に向かってひねりも加わりコース幅は4.5cmと「最後の死刑執行人」とナレーションされるだけあったにも拘らず、幾人の挑戦者をここで葬りさっていた隠れギミックでありながら、ひねりが大きい上制限時間とも戦わなければならないたらめ最後の最難関地帯とされていた。子供チャレンジ特別編の挑戦者が爆死時も「まさにせこいぞ、プロデューサー澤!」とナレーションは絶叫。後のファイナル電流イライラ棒の攻略者〈当時ホテルマンの男性〉はここで失敗し、柳沢慎吾が芸能人で唯一このコーナーまで到達している。）

### ファイナル電流イライラ棒
- シリーズ第4章。“人類殲滅を狙う最大にして最強の悪魔は…”の絶望感に満ちたオープニング・ナレーションとともにコース紹介、ルール、最終目的が説明がなされ、冒頭部分には青い稲妻のアニメーションが入り、悲壮感漂うコーラス付きBGMと、まさに“人類VSイライラ一族”の最後の戦いらしい演出により同チャレンジを盛り上げていた。コース紹介時に流れるBGMは映画『ノートルダムの鐘』の「Sanctuary!」、DANGERボックス内・イライラロボのコース紹介時に流れるBGMは映画『ヘルレイザー3』の「GOTHIC REBIRTH」。
- スタートゲートは左右4本（後に3本）のバーがスタート音と同時が下がる仕組みであったが、下がったバーがイライラ棒のコードにひっかかり、数名タイムロスが生じたこともあり、中盤から、ウルトラ電流イライラ棒のようなゲートに切り替えられ、ナンチャンゾーンの後にイライラロボが追加。イライラロボは、ナンチャンゾーンが攻略されるまで「DANGER」と書かれた箱の中に隠されていて、公開されるまでは「謎のデンジャラス地帯」と紹介されていた。
- 初公開および公開後数回はオープニング以上の絶望感あふれるBGMとともにコース説明がなされ、その風格はまさにファイナルにおけるラスボスにふさわしいものだったが冒頭に「極悪プロデューサー・澤」の文字、「本人のドアップ顔写真」が写りながら笑い声が流れながら、絶望感が爆笑に変わる演出がなされている。歴代のイライラ棒でイライラロボのみ、挑戦中のタイマーはカウントダウン仕様。
- 制限時間・全長はナンチャンゾーンまでは先代と同じ、イライラロボでは仕切り直しで30秒での挑戦。全長は3ｍ。CLEAR TIMEはナンチャンゾーンまで59秒、イライラロボは25秒。陥落は1997年3月25日放送の「超豪華花の10連発SP」（攻略者はウルトラの新つながりまゆげコーナーで失敗したホテルマンの一般男性）、全22+1回放送。スーパー同様、特番のゲストチャレンジでは賞金を300万円にアップさせ、陥落した日に加藤茶が残り3cmでクリアできる好記録を出した。

- ウッチャンゾーン
  - ファイナルウッチャンヘアピン（手前に向かってひねりが加えられた立体カーブになった。番組は3次元のカーブと呼んでいる）
  - ウッチャンスリーセブン（スロットマシンを模した3つのドラムが回転している。1・3つ目リールが上方に回転し、2つ目リールが下方に回転。上に行くとギロチン、下に行くと動く歩道。初期は3基とも一周9秒の速さで回っていたことから難易度が高く後に12秒に減速している。初登場時の芸能人チャレンジでは誰1人も成功していない（久本雅美が3つ目のドラムの出口で接触し失敗。柳沢慎吾は不在で翌週初見でクリアしている。）
  - ウッチャンギロチン（ギロチンが奥と手前方向の往復移動していてギロチン以外は前作の「奥の細道」と一緒。初期は道幅が狭く、ギロチンの待機中、ギロチン抜けたときにフレームに接触するケースが多発することが多く細道のためスリーセブンから入るときの接触も多い。後に1ｃｍほど拡張されたものの難易度が大幅に下がっている。）
  - ウッチャン動く歩道（下側のコースフレームが上下に往復移動するギミック。初回で放送されたコース紹介映像では入口の幅がかなり大きかったが、初回のゲストチャレンジ時には3分の1程度に縮小された。スリーセブンの構造上、このコースには入りづらい設計だったことから選んだ挑戦者は僅か4人のうち、2名は一般の男子専門学校生〈当時〉〈1人は動くコースフレームに接触して爆死、もう1人は動く歩道クリア直後、休憩ゾーン手前で爆死〉で、2人は三浦理恵子と紅夜叉だったことから稀とされていた。後期になるとウッチャンギロチンの道幅が広がってしまい完全に選ぶ価値がなくなり後期になると地味に動く歩道も速度が低下している。）

- ナンチャンゾーン
  - ナンチャン迷路（経路が2通りの行き方があり、第6週放送分から3通りに変わっていてナンチャンゾーンで最も簡単なトラップとされていたが迷路を間違える挑戦者も多く、コースを間違える挑戦者もいた。初代イライラ棒の攻略者〈空手家〉は陥落した回に失敗し、飯島愛も失敗している。）
  - ナンチャンローラー（ローラーを模した6枚の円盤が進行方向とは逆にコンベアーで運ばれてくるギミックローラーのタイミングを見計らって、3つ用意されている退避場所へうまく滑り込むように移動しなければならない。ローラー同士の幅が不揃いのため、タイミングを逸すると残り時間が足りなくなってしまうのが曲者で3つの退避場所のうち2つ目から3つ目の間隔が少し広くなっていながらローラー同士の間隔は不揃いであるためタイミングを誤ると大きくタイムロスするシビアな設定になっている。休憩ゾーンにいる間もローラーが動いているため、ナンチャンゾーンへ入る際にタイミングをみて入ることで退避による時間ロスを短縮できる。ここで一瞬ながら棒を通さなかった挑戦者もいたため、ナレーションが「ズルはいけません」と突っ込んでいる。）
  - ナンチャンムーンサルト（月面宙返り）（前作の「ファイナル電流」時代より立体カーブが増えながらの計3回ひねりが入っていながら下、真上、下がりながら右に棒を入れながら進むギミック。柳沢とトミーズ雅が一時期、一般・ゲスト全体のナンチャンムーンサルト中盤までの記録保持者とされ、東国原英夫の弟子だった早川伸吾もセーラー服の姿で挑戦しながらもムーンサルト序盤に到達したものの爆死した後に「チョベリバ」とぼやいていた。）

- イライラロボ（プロデューサーの澤をモデルにしたロボットで、ファイナルの最終ボス。また、全体的に見て、コースが「澤」のSの形になっていて、かつコース幅も狭い。「DANGER」の箱の蓋が上へスライドして登場）
  - イライラロボ右手（右手が上下に往復移動するギミックでありながら、ナンチャンゾーンをクリアして初のイライラロボに挑んだ挑戦者・一般の男子高校生〈当時高校1年で、自宅にイライラ棒を作成しながら練習〉は右手が上がった一瞬を見計い棒を下に傾けて抜けるの方法ではなく、手が下がった時に抜ける方法で失敗している。さらに陥落回にもリベンジして再到達したときも「下に傾けて抜ける方法」で挑んだものの、右手で失敗し「越えられない壁」と言っていた。芸能人チャレンジでは柳沢慎吾も芸能人初の挑戦者となったがここで失敗し、松尾伴内[注釈 1]も挑戦するものの、柳沢同様ここで失敗している。）
  - イライラロボ左手（左手が左右に往復移動する。陥落した回のゲストチャレンジでは野々村真がここまで到達。初の左手チャレンジした挑戦者・瓦職人の男性は右手をクリア後、左手は手が前に出ている時に抜けようとして失敗している。右手と異なり突破も不可能ではなく、実際に手前に出た時に抜けた挑戦者もいるものの地味に通路が入り口と出口でクランク状態でずれている所も難所のギミックとされていた。）
  - イライラロボまゆげ（まゆげを模したコースフレームが90度ほど往復回転する。なお、左のまゆげおよびゴール手前には僅かなひねりが入っている。加藤茶が芸能人で唯一突破したものの、残り3cmのところで時間切れで爆死。）

### 電流イライラ棒リターンズ
- シリーズ第5章（最終章）かつ完結編。様々な仕掛けが追加されたもののほとんどの難関は電動トラップのギミック。ナンチャンゾーンの後はイライラロボの妻のイライラロボ夫人とイライラ棒シリーズの黒幕メカ・ウンナンA（エース）。制限時間・全長はナンチャンゾーンまでは先代と同じ、イライラロボ夫人とメカ・ウンナンAは各30秒、各2m。中ボスのイライラロボ夫人は、ナンチャンゾーンが攻略されるまで「危险　DANGER」と書かれた箱の中に隠されていた。
- 最終ボスのメカ・ウンナンAは、イライラロボ夫人の下の階層にある「剡　FIRE」と書かれた場所に隠されており、直前のナンチャンゾーンでのエレベーターにより見えない設計になっているため、ほとんどの人がイライラロボ夫人攻略の時点で陥落したと思っていたが、メカ・ウンナンAが隠されていたと思っていた人も少なからずいた。
- コース紹介時に流れるBGMは『ショスタコーヴィチの「交響曲第10番ホ短調 Op.93第2楽章」』、DANGERボックス内・イライラロボ夫人のコース紹介時に流れるBGMはファイナルのイライラロボと同じものを使用。メカ・ウンナンAは『ジェームズ・ニュートン・ハワード』の「Smokers Sighted」を使用。リターンズには独自のスタートシグナルとタイマーが存在。
- メカ・ウンナンAが初めて公開された直後、柳沢が「メカ・ウンナンAの顔が内村・南原の顔だった」ことを指摘していたが、「宮川一朗太さんの顔を使った（内村）」、「蟹江敬三さんの顔を使った（南原）」と言っていたものの真相は不明。
- CLEAR TIMEはナンチャンゾーンまで54秒、イライラロボ夫人は23秒、メカ・ウンナンAは28秒。陥落は『今年もやります! ぶち抜き27時間・熱血チャレンジ宣言97(27Hour Special Challenge 97)』が放送された翌々日の1997年11月11日、全20回放送、放送期間中に特別企画や番組構成の都合でリターンズは3時間スペシャルを含め、計4度放送休止され、スペシャルでの放送実績は無い。攻略者は内装工事の一般男性。

- ウッチャンゾーン
  - ウッチャンヘアピンリターンズ（上側のコースフレームが上下に往復移動のギミック。初期はコースフレームの往復移動が2秒周期とかなり早いスピードで開閉したものの、大半の挑戦者がここで爆死し続けていた。そのことから放送を重ねる毎に速度が3秒周期と低下してつつも難易度が下がったが、陥落後の最終回特別ゲストチャレンジで柳沢が挑戦した際にここで爆死させたことから気の抜けない難易度を誇っていた。）
  - ウッチャン太陽（プロミネンス炎の太陽を模して円形に並べられた8機のプレスが反時計回りに回転しながら往復移動するギミック。上に行くとウッチャントルネード、下に行くとウッチャン無鉄砲、または意気地なしへ続く。なお、右下にストッパーが設けられており、下から一気に抜けることはできない仕様となっている。放送初期ピストン運動の回転が速かったものの、回を重ねることに遅くなっていく仕様、かつ、入口の幅が広げられたものの難易度は高く爆死する挑戦者も多かった。当時のハイテクな技術を使用している機械制御されていて、挑戦者が棒を太陽・コースフレームに接触させた時、ウッチャンゾーンクリアした瞬間に安全対策で即座に全てのプレスが引っ込むように制御されていた。）
  - ウッチャントルネード（細道のコースに螺旋状のトラップが回転しながら螺旋のスピードに合わせなければならない分時間も掛かりながら、螺旋のスピードが物凄く遅いギミック〈約8秒〉。一度進入すると引き返すことはできない仕様でありながら、強制的に約8秒間のタイムロスが発生、かつ、30秒でクリアしないとタイムオーバーでの失格する可能性もあったため状況によって突入した瞬間に失格が確定するトラップ。放送初期は太陽の恐怖から逃れるために一定数トルネードに選ぶ挑戦者がいたが悉くタイムオーバーでの爆死が相次いだこと、無敵のボーナスは無いこととナンチャンゾーンに向けて残り時間を温存する必要もあることからトルネードを避けつつ「無鉄砲・意気地なし」の下へ進む挑戦者が増える要因になり、そこを突破した挑戦者は一人もいない初見殺しのトラップ。背景には前作のファイナル電流までは「上のコースをクリアしてナンチャンゾーンに行くことが典型的」とされていたが、リターンズでそれが一気に崩れる羽目になる。初トルネードに挑戦した一般の女子大生〈当時：麗しき女子大生と紹介されていた〉がチャレンジしても、残り30cmの所で制限時間30秒過ぎのタイムオーバーしているため選ばれることは少なくなっていた。）
  - ウッチャン無鉄砲（細長く速く長いプレスで、0.8秒の周期で稼働しながらも退避場所無し。初期の頃は0.6秒の周期で開閉していたため、より難易度が高くお披露目時の紹介VTRの時は「0.4秒の周期」という攻略不可能に近いギミックと紹介されていた。無鉄砲だけチェックポイントが黄色であるのが特徴で〈それ以外は赤〉、これをクリアするとナンチャンゾーン突入後、15秒間棒がコースに触れても爆発しない「無敵」状態になる。ナンチャンゾーン開始時にエレベーターで移動だったことから無敵の利点が少なく、挑む挑戦者は悉く失敗したこともあったため無鉄砲に挑戦は少なかったものの、一般の男子中学生〈当時〉のみクリアしている。初無鉄砲に挑んだのは一般の男子大学生〈当時慶應義塾大学に通う大学生と紹介され、前作のファイナル電流で「イライラロボ」に挑んだ猛者〉が挑戦しても無鉄砲に失敗したため「無理」と言わせながら唖然としていた。）
  - ウッチャン意気地なし（コースの名目上「内村光良が意気地なし」という意味合いではなく「ウッチャン無鉄砲」の入口直後にある回避通路で幅の広い1本道で無敵のボーナスは無い。一方通行用のピンク色のバーが設けられており、一度意気地なしを選ぶと無鉄砲へ戻ることはできないが大抵の挑戦者は無難にここを使用している。意気地なしに初挑戦した一般の小学生〈当時、アーケード版イライラ棒大会の優勝経験を持つ〉は意気地なしから初のウッチャンゾーンをクリアしたことから、このルートを選んでも「誰も意気地なしなどと思わないこと」を証明している。）

- ナンチャンゾーン（入ると同時に挑戦者を乗せたエレベーターが動き出す。10秒間上昇、10秒間下降、また10秒間上昇した後に止まるが、実際には1回に12秒ほど掛かりエレベーターの動きに合わせながら通過する。挑戦者はエレベーター専用の長いコードがついたイライラ棒に交換して挑戦しなければならない。芸能人チャレンジでは、柳沢慎吾のみがここまで到達。）
  - ナンチャン細道縦式（縦の細道で縦式というが、歴代のナンチャンゾーンで細道コーナーは無いものの柳沢は「出口でコンベアの動きがあわずに立ち往生するとエレベーターの降下が始まり逆走」するミスを犯している。さらにに待ち時間中に慌ててしまって接触して爆死する挑戦者もいた。）
  - ナンチャンコンベアー（左右交互に配置された黄色い横長のバー〈当初は単に銅板だったが、コースにある固定障害物と同色で見えづらく、銅板に黄色のテープを貼付〉が下から運ばれてくる。さらに途中に横棒の固定障害物が不規則に配置されている。固定障害物は当初7本存在したが、エレベーターの下降もあり難易度が高かったため、回を重ねるたび、6本、5本と徐々に減らされていった。初めてナンチャンコンベアーに挑戦した一般の小学生〈当時アーケード版イライラ棒大会の優勝の経験あり〉が挑戦した際には固定障害物は6本だった）
  - ナンチャンカーブ縦式（代を重ねるごとにカーブが増えていったため、この代では遂にNの形は完全に崩れて無くなっている。コース図では4回ひねりの4次元カーブとなっているが実際には2回ひねりのコース幅が大きい。それでも難易度が高かったのか、途中から1.5倍程度に拡大されている。前述のウッチャン無鉄砲を突破した一般の中学生はナンチャンコンベアーで無敵が切れたことに動揺したのか勢い余って突っ込んだ末に、ナンチャンカーブ縦式で失敗し「ホントに無鉄砲でした」とナレーターに突っ込まれている。初チャレンジしたのは一般の男子高校生〈当時サッカー部員〉でカーブの下部で失敗したものの、柳沢に「悔しかったらここまで来てみろ」と挑発していた。柳沢は1997年10月22日放送分でここの下部まで到達し失敗したが、芸能人レコードホルダーとなっている）

- イライラロボ夫人（リターンズの中ボス。エレベーターが上昇しきったところで止まり、「危险　DANGER」の箱の蓋が上へスライドして登場。ファイナルに登場したイライラロボの妻であり、イライラ一族の母でもある。夫の敵を討つために舞い降りたという設定。コースはイライラロボと同じ「澤」のSの形であって、これをクリアしないと「人類に未来はない」とされていた。）
  - ロボ夫人右手（右手が上下に往復移動する。女性のため手が細く、下の待避所が若干広いことから登場初回で突破されている）
  - ロボ夫人左手（左手が左右に往復移動する。右手と同様手は細く、先代のイライラロボはクランクのように突破するが、ロボ夫人はこの後のトラップの関係で直線で突破できるコース。）
  - ロボ夫人おっぱい（両胸が前後に左右交互で往復移動するするというけしからん動きを見せるギミックで、中央部分が退避場所である。初のイライラロボ夫人到達者の男子大学生〈当時〉は、胸を突破後にすぐのカーブ〈厳密にはカーブ出口と眉毛の入口手前付近〉で爆死。見た目がインパクトあるギミックにも拘らず両側の下胸、胸元部分が退避箇所だったことから、そこに気付けるかが攻略のポイント。）
  - ロボ夫人まゆげ（前作のイライラロボでは回転軸の位置が変わりながら曲線だったが、回転軸の位置が中間から眉間寄りに変わりまゆげ本体も曲線から直線。眉毛入り口の手前が前作のイライラロボより狭く、眉毛自体の接触より待機中に爆死することが多かったため、前作のファイナル電流・ウッチャンギロチンと酷似しているギミックとされていた。初のイライラロボ夫人まゆげに到達した製造業の男性〈当時〉は〈カーブ出口と眉毛の入口境目〉で爆死している。）

- メカ・ウンナンA（リターンズ並びにイライラ棒シリーズの最終ボスでイライラ一族を陰で操っていた黒幕という設定。ロボ夫人攻略後にエレベーターが下降し、その下の「剡　FIRE」の箱の蓋が右へスライドして登場。イライラロボ夫人の紹介時および挑戦時に、誰も「夫人をクリアできれば100万円」などとは言っていなかった。大熊英司アナ曰く「その気持ち悪い顔が目印」、「まさに存在そのものが悪」と紹介。）
  - ウンナン歯車（ウルトラ電流時代に登場した「ウッチャン風車」をモチーフとした、大小2つの銅色歯車が噛み合って回転しているギミック。左側の小さな歯車は時計回り、右側の大きな歯車は反時計回りでありながら、噛み合う部分が難所で、無限の字「∞」を描く仕様となっている。初のメカ・ウンナンAに到達した飲食業の男性〈当時〉は、開始3秒で歯車が噛み合う部分で爆死している。失敗後、この挑戦者は「メカ・ウンナンAの顔（内村・南原）がトラウマになった」と証言している。初回だったため大小歯車の回転が滅茶苦茶早かったことから、2人目の挑戦者・営業マンの男性〈当時〉も歯車の噛み合う部分で爆死し、翌週以降は大小歯車の回転速度が遅くなり露骨な難易度調整が行われる羽目になる。南原は「歯車の噛み合う部分が狭い」と語っていた。）
  - ウンナンプレス（ウッチャンスリーセブン1基〈ファイナル電流時代はスロットマシンを模した回転ドラム3基だが、今回は絵柄のない銅一色という悍ましさ・不気味を放っていた回転ドラム１基〉、ナンチャンプレス2基〈ウルトラ電流時代ではチェーンリフトパーツの伸縮仕様だったものの、今回は空気圧のアコーディオンパーツが伸縮仕様〉が合体トラップで、中央に回転ドラム・左右両側にプレスが配置されているギミック。左側プレスの下に設けている退避場所から「回転ドラム➝右側プレス」の順番でタイミングを見計らって通過しなけばならないため「ドラムの回転に気を取られているとプレスに潰され、プレスに気を取られていると回転ドラムのタイミングが合わない」という非常にタイミングが取りづらいという仕様でありながら「プレスとドラムのタイミングが合わず退避場所で身動きが取れずタイムオーバー」を誘発する最難関地帯。制限時間が残り10秒時に鳴るサイレン音が挑戦者に対してメカ・ウンナンAの機械音で妨げになるため、聞きとりづらいこともあった。初のウンナンプレスに到達した私鉄運転士の男性〈当時〉はウンナンプレスを突破した直後のコーナー〈ゴール30㎝手前〉で爆死している。コーナーに限らず、ゴール手前の狭いカーブで爆死している挑戦者も少なからずいた。）

### 爆裂電流イライラ棒USA
- アメリカ合衆国にちなんだコースで前半後半の名前が「ウッチャンゾーン・ナンチャンゾーン」ではなく「ファーストステージ・セカンドステージ」となっている。制限時間は合計60秒。ただしファーストステージを30秒以内にクリアしないと失格。マンハッタントルネードでは制限時間のカウントは止まるが、ここで失敗してしまうとセカンドステージには進むことができない。レコードホルダーはドロンズ石本で、記録はスターオブハリウッドの入口地点。リターンズと同じ、USAにも独自のスタートシグナルとタイマーが存在で、USAのタイマーのテロップはのちに他の企画にて流用された。
- この頃のイライラ棒の人気も下火になってきてしまって、放送されたのは3回だけで（そのうち2回はゲストチャレンジのみ）、誰も攻略できずに打ち切りになった。

- ファーストステージ
  - ワシントンコーナー（Wをかたどったカーブ）
  - ラスベガススロット（4つのドラムが回転・停止を繰り返している。1つ目、3つ目のドラムは上方へ回転し2つ目、4つ目のドラムは下方へ回転する。絵柄一つ分ほど回転→1秒ほど停止という動きを繰り返し、途中で通路が一列になる。ドラム1つ当たりのサイズはウッチャンスリーセブンよりやや小さい）
  - ロッキーマウンテン（サイズが不揃いなギザギザカーブ）
- マンハッタントルネード (縦に置かれた螺旋状のトラップが回転している。制限時間のカウントは止まるが、ここをクリアしないとセカンドステージへ進めない）
- セカンドステージ
  - ザ・グランドキャニオン（グニャグニャカーブ）
  - スターオブハリウッド（丸いコースに回転の速度が異なる十の字の形をした左回りの羽根と右回りの羽根があるトラップ。中心には髑髏風の飾りがついている。多くの退避場所が設置されており回転の際生じる隙間を上手く通過し退避場所から退避場所へと移動する。レコードホルダーのドロンズ石本はこのトラップの入口地点まで到達した。クリアした挑戦者はいない）
  - ナイアガラフォール（ひねりが加わっている縦の細かい波状カーブ。幅が狭く長い。到達者は無し）

### ライトセイバーイライラ棒
- 1年以上ぶりのイライラ棒新コースでありながら、映画『スター・ウォーズ エピソード1/ファントム・メナス』上映にちなんだ復活版。1回きりの限定バージョンのためかなり短く、ゲストチャレンジのみとされていた。また、イライラ棒がライトセイバー型になっており（男性は緑色、女性はピンク色）、爆発もCG加工でライトセイバーがスパークしてから爆発となる。制限時間は初代と同じ30秒にも拘らず攻略者は現れなかった。記録はウォーズコーナーの入口地点。

- - スターカーブ（Sをかたどったカーブで歴代のウッチャンヘアピンと比べると幅が広く容易）
  - 流星ゾーン（☆の形をしたコースに星を模した小さな障害物が大量に設置されており、いくつかの障害物が縦に往復移動している。田中直樹〈ココリコ〉がこのコーナーに到達している途中、なぜか慌ててステップを踏んで失敗〈その際、内村は「何でだよ…」と言ってしまった〉）
  - ウォーズコーナー（Wをかたどったカーブ。イライラ棒USAのワシントンコーナーとほぼ同じで遠藤章造〈ココリコ〉が18秒までこのコーナーに到達するも、12秒残して失敗）

### 台湾版イライラ棒
- 台湾の華視電視台（中華電視公司）で放送されていた炎チャレの模倣番組になっていた紅白勝利に登場したイライラ棒。スタッフが楽屋にいるウッチャンナンチャンの二人と柳沢慎吾に、台湾で人気を博しているという模倣番組「紅白勝利」のVTR（赤ちゃんハイハイやグラグラブロックの模倣企画の映像）を見せ、その中にあったイライラ棒の模倣企画が日本版初代のコースから演出まで完全にコピーしたものであり、しかも許可を得ていないということもあって「陥落させて懲らしめよう」という流れになった。その日に新バージョンが出るという台湾版イライラ棒を、「ウルトラ」までの歴代の制覇者3人と柳沢慎吾が「イライラ四天王」として現地へ赴いて「撃滅作戦」と称し挑戦した。挑戦はしなかったが松尾伴内も同行した。
- クリア賞金は伍萬元で当時の日本円では約20万円に相当した。制限時間は60秒だが途中に休憩ゾーンは無い。初代イライラ棒の攻略者が台湾版も制覇した。先代の台湾版は前記の通り日本の初代と全く同一だった（ただし、制限時間が45秒と難易度はやや緩かった）。このバージョンのイライラ棒も日本の歴代イライラ棒と似ている部分が多々あり、柳沢慎吾は対面した直後に「オイオイこれ見たことあるよー」「これコピーじゃねえかコピー」と発言した。全長は16mと歴代日本版と比べやや長い。

- 前半は幅の広い直線コースが続き、四角いウッチャンヘアピンらしきコーナーとナンチャンカーブと似ているコーナーがある。初代イライラ棒の「後半」と良く似ている。
- 中盤にはウッチャン風車と瓜二つのコーナーがある。現地の実況では「大車輪」と呼ばれていた。上に行くと細い一本道があり、進むとさらに縦に2つ並んだ風車のエリアがある。風車の回転速度は日本版に比べやや速く、全て時計回り。下に行くと距離も長く激しいグニャグニャカーブの台湾版ウッチャン中山道があり、ナレーション曰く「ウッチャン中仙道と狙いは一緒」。
- 最後には角ばったつながりまゆげコーナー。しかし台湾の王プロデューサーは眉毛が薄く、繋がりまゆげではないことから、プロデューサー澤をドアップさせていた。
- コース紹介時に流れるBGMは冬木透作曲の『ウルトラマン80』挿入歌「東京サイレント作戦」の後半部であった。

コース紹介時は日本の歴代イライラ棒シリーズと似ている場所をピックアップして比較する演出が行われた。ピックアップされた場所は「ウッチャンヘアピン?」「ナンチャンカーブ?」「ウッチャン風車?」「ウッチャン中仙道?」「繋がりまゆげ」であり、ナレーションは比較する度に「やりやがった…」「またやりやがった…」「またまたやりやがった…」といった反応を見せた。
他にもテレビ朝日で放送されている番組対抗の特番専用に作られた特別バージョンが2種類存在した。
なお、「紅白勝利」はのちに炎チャレの模倣番組を脱却した。

### 炎の熱血バトル'97 イライラ棒100万円チャレンジ
- 1997年9月30日の「超豪華嵐の大放出スペシャル」でテレ朝の番組対抗特番内で放送された。当時はイライラ棒リターンズの放送期間にも拘らず、あまりに難しく向かないと判断されため、この回1回きりのコースが登場。後にこのコースをベースとしてさらに難易度を落としたものが「イライラ棒プラクティス」としてN64版に登場。各番組から代表者1人が挑戦し、最も先に進んだ1番組のみが100万円獲得となる。もちろんいつも通りに完全攻略できても100万円獲得になっていた。制限時間は60秒でウッチャンゾーンを30秒以内にクリアしないと失格というルールは無くなっている。コーナー司会は久本雅美と柳沢慎吾が担当しゲストチャレンジ同様に実況は無く、チャレンジャーの番組共演者が声援を送って盛り上げていた。

- ウッチャンゾーン
  - カーブゾーン（スタートで90度直角に下がり、そこから低い位置で波打つように曲がっているコーナーカーブを進んでいく。カーブの入口と出口がくびれるように細くなっているのが難所。）
  - 風車地帯（ウルトラ電流同様の風車ゾーンで左側と上側の2基だけで回転方向はどちらも時計回り。上ルートに進む場合は噛み合った風車の間をぬって進み、下ルートに進む場合は1基目の風車を一周して出口に向かわなければならない。）
  - 二連ギロチン（風車を上に進むとファイナルのウッチャンギロチンが2つ横並びに配置されている直線コース。ファイナルのギロチンよりもコース幅が広いが、その代わりに位置が高く目線が合わせられない。）
  - ピストン地帯（風車を下に進むと前後に動くピストンマシンが3列並んでいるので、引っ込んでいる内に通りこちらは中腰になって進まなければならず、さらに道もそこそこ狭いため上ルートよりも難しい）

- ナンチャンゾーン 
  - 細道縦式（休憩地点から出るとすぐにある細長い縦の道。リターンズのものよりは短い）
  - プレス（交互に左右往復する小さなプレスがすき間なく縦に5つ並んでいる所を下に向かって通り抜けプレスが閉じた状態でも上から1,3,5段目は左側に、2,4段目は右側にすき間ができる設計になっている）
  - ナンチャンねじりん棒（ファイナルのナンチャンムーンサルトとほとんど同じ形状の3回ひねりカーブ）
  - つながりまゆげ（完全攻略を阻む最後のコーナーカーブ）

## 玩具版イライラ棒
玩具版イライラ棒はタカラから販売された。初代「電撃イライラ棒」、電動トラップが搭載された「ファイナル電撃イライラ棒」、持ち運びに便利な「電撃イライラ棒MINI」「電撃イライラ棒パズルちぇーん」などが販売された。爆発のかわりにベルが鳴る仕組みとなっている。
他局の番組である『ピラメキーノ』の懐かしのおもちゃ対決のコーナーに登場したことがある。「モヤモヤさまぁーず2」で3人がおもちゃ屋で見つけ喫茶店で三村・大竹・大江アナが挑戦した。

## アーケード版イライラ棒
イライラ棒はアーケードゲーム化もされ、3タイプの異なった操作形態やコースで遊べる筐体が稼動していた。

### 体感ゲーム型
- 『ウッチャンナンチャンの炎のチャレンジャー ウルトラ電流イライラ棒』というタイトルで1996年に稼働。開発はSNK。
- TV同様、実際に棒を持ってプレイする。ゴールするまでの制限時間あり。
- ウルトラ、ファイナル、リターンズの3種類が稼働。ファイナルとリターンズは、ウルトラに比べ筐体サイズが小型となっている。
- 大きさの制限のため、コースはディフォルメされているものの、トラップの順番や可動トラップの動きなどはTV版に準拠している。
- ウルトラは「ウッチャン風車」の並びが異なり、3つの内1つの風車のサイズが小さくなっている。「ナンチャンプレス」はプレスの数が2つになっている。また、「ウッチャンヘアピン」はコース上部でのカーブとなっており、「ナンチャンエレベーター」は一往復半のみ、「ナンチャンカーブ2回ひねり」はギザギザカーブに近いものになっている。
- ファイナルは「ウッチャンスリーセブン」のドラムの回転が3つ全て下回転であり、「通路が常に少しズレた状態」で固定されたまま回転する。上に行くと「ウッチャンギロチン」、下に行くと「ウッチャン動く歩道」風トラップがある。さらに進むと形の異なる黄色いパーツが不揃いに設置されているコーナーがある。「ナンチャンローラー」はローラー型の障害物の数が4つとなっている。「ナンチャンムーンサルト」は小さなカーブになっている。最後にはイライラロボを模したコーナーがあり、繋がり眉毛風のトラップが待ち構えている。
- リターンズは「ウッチャン太陽」のプレスの数が4つとなり、全てのプレスが同時に広がるような動きをする。下からも抜けることが可能にされていた。上に進むと「ウッチャントルネード」があり、下に進むと「ウッチャン無鉄砲」がある。「ナンチャンコンベアー」は黄色の障害物が右に2つ、左に1つ設置され、移動はしない。代わりに右側に複数本設置された赤色の障害物が下へと移動し、本来の黄色の障害物の役割をする。最後にはイライラロボ夫人を模したコーナーがあり、「イライラロボ夫人おっぱい」と「繋がりまゆげ」風のトラップが待ち構えている。
- ミスをすると筐体から爆発音が鳴り、棒の持ち手部分に内蔵されているモーターが動き、振動によって手を痺れさせる仕組みとなっている。
- スタートさせてから棒をコースから外すとトラップが停止して警告メッセージが筐体から鳴りゴール付近で入れ直しても無効とされるのでチートはできない。また、コインを投入せずにプレイしてミスすると警告メッセージが鳴る。
  - 筐体にもよるが、ウルトラをクリアすると、「イライラ覇王」という称号が入ったカードをもらうことができる。
  - ファイナルとリターンズは、筐体同士をつなげてさらに長いコースにすることもできた。

### ビデオゲーム型
- 『ウッチャンナンチャンの炎のチャレンジャー ウルトラ電流イライラ棒（海外名：The Irritating Maze）』というタイトルで1997年に稼動。開発はザウルス。
- Multi Video System基板を使用。
- トラックボールを転がしてイライラ棒を示すカーソルを動かして、コースを進む。また、ミスをすると、筐体からエアーが吹き出す仕組みである。
- TV版の同名コースを基本にしたゲームオリジナルのコースに挑戦する。
  - コースに存在するトラップには、TV版のトラップを模したものから（ウッチャンスリーセブンやイライラロボなど）、ゴンドラ・落下物などの実物では実現が困難あるいは不可能と思われるオリジナルのトラップも収録。

### 景品ゲーム型
- 『電撃イライラ棒チャンス』というタイトルで1997年に稼動。開発はNMK。
- 同じタイトルながら、コース幅が狭く難易度が高い物や分岐点があるものなどコース内容が違うバージョンが複数存在した。
- 欲しい景品を指定し、下から自動的に上に向かって動く電極棒を、コースフレームに当たらないようにハンドルを使って左右に動かしてゴールまで導く。
- 無事クリアすると景品が貰える仕組み。

## コンシューマゲーム版イライラ棒
イライラ棒はNINTENDO 64とPlayStationでコンシューマーゲーム機のソフトにもなった。

### NINTENDO64版
『ウッチャンナンチャンの炎のチャレンジャー 電流イライラ棒』はハドソンから1997年12月19日に発売されたNINTENDO 64用ソフト。開発はユークス。。
- テレビ版の初代からリターンズまでのコースと、練習用オリジナルコース1本を収録（「電流イライラ棒プラクティス」という名称。この名称での登場ではないが、芸能人のみ挑戦できた特番で放映された。このときの賞金は100万円。一度きりの登場にもかかわらず、陥落している）。
- 実況アナウンサーは辻義就（テレビ朝日アナウンサー）が担当。
- 操作は3Dスティックで行う。ミスすると振動パックが振動する。
- タイムアタックや対戦モードなどの導入といったコンシューマ版オリジナルの要素もある。
- 総額100万円分おもちゃ券のプレゼントのキャンペーンが行われた。
- なお、コースの1つ「リターンズ」の「ウッチャン無鉄砲」は性質上、初期状態で選べる棒では突破不可能で、ある条件を満たせば「非常にスピードが速い棒」が使用可能となりこれを使えば突破可能。無敵ボーナスは無いが後半の制限時間が「ウッチャントルネード」「ウッチャン意気地なし」よりも延長される。

### PlayStation版
『ウッチャンナンチャンの炎のチャレンジャー 電流イライラ棒リターンズ』はザウルスから1998年3月19日に発売されたPlayStation用ソフト。海外では「Irritating Stick」として発売されている。
- TVから初代・ファイナル・リターンズ、アーケード版ビデオゲーム型の移植版から難易度別に4種類のコース（初級・中級・上級・超弩級）、出来によって難易度が上下する自動生成コース、さらにエディットモードで作成したコースがプレイできる（エディットのサンプルには、TV版のスーパー電流イライラ棒に似せたコースを収録）。
- 大熊英司（テレビ朝日アナウンサー）が実況を担当。
- 本作品オリジナルとして、ダンベルを持つロボット「イライラロボ2号」が登場。なお、ファイナルのイライラロボは「イライラロボ1号」と表記されている。
- 基本的にはNINTENDO64版と同じ（操作はアナログスティック、ミスするとデュアルショックが振動）だが、対戦モードにアイテムが追加されたり、勝ち残り・負け残り式のトーナメントができるモードが追加されている。
- リターンズのナンチャンゾーンのエレベーターは再現されていない。
- マウスでの操作に対応している。
- 電撃PlayStationDPSソフトレビューでは70、70の140点[4]。レビュアーは実況がテレビ番組を再現していて雰囲気がある、コントローラーの振動でミスをしても腹が立つより笑える、コースのエディット機能の存在、画面分割をして2P対戦ができてパーティーゲーム向けで完成度があると賞賛、通常コントローラ―での操作は十字キーによる斜め操作が動かしにくくアナログコントローラー+デュアルショックによる操作が前提であるとした[4]。

## パソコン版イライラ棒
上記のコンシューマゲーム版が発売される以前に、スパイスクリエイティブ社からハイブリッドCD-ROMを媒体として『マウスゲームコレクション 電流イライラ棒』が発売されている。マウスで棒を表す水色の円をドラッグし、フレームに触れずにゴールまで棒を導くことができればコースクリアとなる。テレビ版の初代、スーパー、ウルトラ、ファイナルの4種類のコースに加え、迷路、顔面、風車、月面、鋼鉄、四天王といった6種類のオリジナルコースが収録されている。Windows、Macintoshに対応。コースのすすみ具合により実況も流れる。なお、これ以外にも個人製作のフリーソフトやブラウザ上でプレイ可能なイライラ棒が公開されている。炎のチャレンジャー公式サイトでも、イライラ棒放送当時「電脳イライラ棒」というゲームを公開していた。